# Ouzouer-sur-Trézée

Ouzouer-sur-Trézée este o comună în departamentul Loiret din centrul Franței. În 1 ianuarie 2022 avea o populație de 1.124 de locuitori.